# Norwegische Meisterschaften im Biathlon 2021
Die Norwegischen Meisterschaften im Biathlon 2021 sollten zwischen dem 25. und dem 28. März 2021 in Trondheim im Granåsen skisenter stattfinden.
In einem großen Rahmen sollten in Trondheim am gleichen Wochenende neben den nationalen Meisterschaften im Biathlon auch andere norwegische Meisterschaften ausgetragen werden, unter anderem im Langlauf und im Schlittenhunderennen.
Am 16. März 2021 sagte die Verwaltung in Trondheim die Veranstaltung ab. Hintergrund ist das Infektionsgeschehen der COVID-19-Pandemie in Norwegen. Eine Durchführung erschien den Verantwortlichen zu gefährlich, insbesondere wenn so viele Athleten unterschiedlicher Mannschaften und Sportarten an einem Ort zusammenkommen. Zu diesem Zeitpunkt wurde noch über eine Alternativlösung seitens des norwegischen Biathlonverbandes nachgedacht. Einen Tag später, am 17. März 2021, teilte der norwegische Biathlonverband mit, dass nach 2020 auch die norwegischen Meisterschaften im Biathlon in diesem Jahr abgesagt werden müssen. Laut Verbandspräsident Arne Horten wird jedoch über eine Ersatzveranstaltung im Sommer nachgedacht.

## Zeitplan
| Datum          | Männer | Männer                    | Frauen                    | Frauen                    |
| -------------- | ------ | ------------------------- | ------------------------- | ------------------------- |
| 26. März (Fr.) | 10:30  | Kurzes Einzel (15 km)     | 9:15                      | Kurzes Einzel (10 km)     |
| 27. März (Sa.) | 17:50  | Massenstart (15 km)       | 16:45                     | Massenstart (12,5 km)     |
| 28. März (So.) | 9:30   | Qualifikation Supersprint | Qualifikation Supersprint | Qualifikation Supersprint |
| 28. März (So.) | 10:30  | Hauptrennen Supersprint   | Hauptrennen Supersprint   | Hauptrennen Supersprint   |

Alle Startzeiten in MEZ.
Es war zudem geplant, im Rahmen der Norwegischen Meisterschaften die Saisonabschlussrennen des sog. Lerøy-Cups, dem norwegischen Biathlon-Cups der Erwachsenen durchzuführen.